# Caroline Lamb
Caroline Lamb z domu Ponsonby (ur. 13 listopada 1785, zm. 25 stycznia 1828) – anglo-irlandzka arystokratka i powieściopisarka, słynna z romansu z lordem George’em Gordonem Byronem.

## Życiorys
Była jedyną córką Fredericka Ponsonby’ego, trzeciego hrabiego Bessborough i lady Henrietty Frances Spencer; siostrzenicą Georgiany Cavendish, księżnej Devonshire i kuzynką Annabelli, Lady Byron.
W dzieciństwie wykazywała nadmierną pobudliwość, którą leczono laudanum. Lubiła przebierać się za chłopca. Do wieku dojrzewania nie czytała i nie pisała. Kształcono ją w domu i w szkole dla dziewcząt (Reading Abbey Girls' School) pod kierunkiem znanej poetki, Frances Arabell Rowden. Pod jej wpływem Lady Caroline zaczęła pisać prozę i poezję, jak również rysować. Mówiła płynnie po francusku i włosku, znała grecki i łacinę, interesowała się muzyką.
W czerwcu 1805, w wieku dziewiętnastu lat, Lady Caroline Ponsonby poślubiła Williama Lamba, polityka, późniejszego wicehrabiego Melbourne, premiera Wielkiej Brytanii. Małżeństwo początkowo było szczęśliwe. 11 sierpnia 1807 przyszedł na świat ich syn, George August Frederick, w 1809 córka, która urodziła się przedwcześnie i szybko zmarła. Syn od wczesnego dzieciństwa cierpiał na poważne zaburzenia neurologiczne, przypuszczalnie autyzm. Stres spowodowany złym stanem zdrowia syna, w połączeniu z ambicjami zawodowymi męża, zapoczątkował rozkład małżeństwa.

### Romans z Byronem
Od marca do sierpnia 1812 roku Lady Caroline przeżywała burzliwy romans z młodszym od niej dwa lata Lordem Byronem. Romans ten skończył się z powodu niewierności Byrona. Pod koniec 1812 mąż wywiózł ją do Irlandii. Mimo zerwania Lady Caroline i Byron przez cały czas pisali do siebie. Wróciła do Londynu w 1813 z nadzieją na kontynuowanie romansu. Znieważona publicznie przez Byrona na balu stłukła kieliszek i próbowała pociąć sobie nadgarstki. Byron pozostał niewzruszony.
William Lamb wspierał żonę, ale małżeństwem już być nie mogli. Do separacji małżonków doszło w 1825. Lady Caroline zamieszkała na stałe w posiadłości męża w Brocket Hall. Jej niestabilność psychiczna, będąca wynikiem nadużywania alkoholu i laudanum, nasiliła się w późniejszych latach. W 1827 doszły jeszcze inne komplikacje zdrowotne, obrzęki.
Lady Caroline zmarła 25 stycznia 1828  i została pochowana na cmentarzu kościoła św. Etheldredy w Hatfield; jej mąż został później pochowany w kościele.

### Kariera literacka
Obsesja Lady Caroline na punkcie Byrona znalazła upust w ich twórczości. Po nieudanej wizycie w domu Byrona, Lady Caroline wysłała mu wiersz Remember Me! (Pamiętaj o mnie!), na który Byron odpowiedział również wierszem: „Nie wątpiej pani, pamiętam o tobie /I twój małżonek o tobie pamięta /Jakże zapomnieć w tak niedługiej dobie/ Żonę niewierną … szatana natręta”.
Najbardziej znanym dziełem Lady Caroline jest Glenarvon, opublikowana anonimowo w 1816 powieść z kluczem. Lady Caroline opisała w niej zarówno własne małżeństwo, jak i romans z Byronem. Byron został sportretowany jako odrażający Glenarvon, który deprawuje niewinną młodą Calanthę, prowadząc do ich wspólnej ruiny i śmierci. Męża, występującego w powieści jako lord Avondale, przedstawiła w lepszym świetle, chociaż jego też obarczyła odpowiedzialnością za nieszczęścia Calanthy. Znajome rodziny arystokratyczne sportretowała w sposób karykaturalny, co przysporzyło jej wielu wrogów.
Glenarvon odniósł sukces wśród czytelników, ale nie zyskał uznania wśród krytyków, poza Goethem. Lady Caroline opublikowała jeszcze trzy powieści: Graham Hamilton (1822), Ada Reis (1823) i Penruddock (1823).